# EuroHockey Club Champions Cup (Damen, Feld)
Der EuroHockey Club Champions Cup (Damen-Feld) ist ein von der European Hockey Federation (EHF) ausgetragener Wettbewerb, in dem die Damen-Feldhockeymeister Europas startberechtigt sind. Im Gegensatz zu den meisten Europapokalwettbewerben anderer Sportarten wird der 1974 eingeführte EuroHockey Club Champions Cup in Turnierform ausgespielt. Das ehemals als Europapokal der Landesmeister bekannte Turnier findet jedes Jahr zu Pfingsten statt. Bisher konnten erst Vertreter aus zwei Ländern den Pokal gewinnen, dabei schnitten niederländische Clubs mit 36 Titeln am erfolgreichsten ab, gefolgt von fünf Erfolgen deutscher Teams. Der aktuelle Titelträger ist der Rekordsieger Amsterdamer Hockey&Bandy Club. Er entschied das Turnier 13 Mal für sich, von 1975 bis 1982 acht Mal hintereinander.

## Austragungsmodus
Acht Mannschaften, jeweils Meister ihres Landes, spielen den Titel aus. Die teilnehmenden Länder sind diejenigen, deren Meister im Vorjahr die ersten sechs Plätze belegten, und die beiden Länder, deren Clubs ein Jahr vorher in der zweitklassigen EuroHockey Club Champions Trophy das Finale erreicht hatten. Die beiden letztplatzierten Länder des Cups steigen in die Trophy ab. Dieselben Auf- und Abstiegsregeln gibt es zur drittklassigen Challenge I.

## Siegerliste
| Jahr | Austragungsort   | Champion                        |                            |
| ---- | ---------------- | ------------------------------- | -------------------------- |
| 2018 | London           | ’s-Hertogenbosch                | Niederlande                |
| 2017 | ’s-Hertogenbosch | ’s-Hertogenbosch                | Niederlande                |
| 2016 | Bilthoven        | ’s-Hertogenbosch                | Niederlande                |
| 2015 | Bilthoven        | Stichtse Cricket en Hockey Club | Niederlande                |
| 2014 | ’s-Hertogenbosch | Amsterdamer H&BC                | Niederlande                |
| 2013 | Bloemendaal      | HC ’s-Hertogenbosch             | Niederlande                |
| 2012 | Amsterdam        | Laren MHC                       | Niederlande                |
| 2011 | Den Haag         | HC ’s-Hertogenbosch             | Niederlande                |
| 2010 | Amsterdam        | HC ’s-Hertogenbosch             | Niederlande                |
| 2009 | ’s-Hertogenbosch | HC ’s-Hertogenbosch             | Niederlande                |
| 2008 | Köln             | HC ’s-Hertogenbosch             | Niederlande                |
| 2007 | Baku             | HC ’s-Hertogenbosch             | Niederlande                |
| 2006 | Berlin           | HC ’s-Hertogenbosch             | Niederlande                |
| 2005 | ’s-Hertogenbosch | HC ’s-Hertogenbosch             | Niederlande                |
| 2004 | Barcelona        | HC ’s-Hertogenbosch             | Niederlande                |
| 2003 | ’s-Hertogenbosch | HC ’s-Hertogenbosch             | Niederlande                |
| 2002 | Terrassa         | HC ’s-Hertogenbosch             | Niederlande                |
| 2001 | ’s-Hertogenbosch | HC ’s-Hertogenbosch             | Niederlande                |
| 2000 | Glasgow          | HC ’s-Hertogenbosch             | Niederlande                |
| 1999 | ’s-Hertogenbosch | Rot-Weiss Köln                  | Deutschland                |
| 1998 | Slough           | Rüsselsheimer RK                | Deutschland                |
| 1997 | Amsterdam        | Berliner HC                     | Deutschland                |
| 1996 | Rüsselsheim      | SV Kampong                      | Niederlande                |
| 1995 | Utrecht          | SV Kampong                      | Niederlande                |
| 1994 | Bloemendaal      | HGC Wassenaar                   | Niederlande                |
| 1993 | Brüssel          | Rüsselsheimer RK                | Deutschland                |
| 1992 | Amsterdam        | Amsterdamer H&BC                | Niederlande                |
| 1991 | Wassenaar        | HGC Wassenaar                   | Niederlande                |
| 1990 | Frankfurt        | Amsterdamer H&BC                | Niederlande                |
| 1989 | Wassenaar        | Amsterdamsche H&BC              | Niederlande                |
| 1988 | Bloemendaal      | Amsterdamsche H&BC              | Niederlande                |
| 1987 | Den Haag         | HGC Wassenaar                   | Niederlande                |
| 1986 | Utrecht          | HGC Wassenaar                   | Niederlande                |
| 1985 | Frankenthal      | HGC Wassenaar                   | Niederlande                |
| 1984 | Wassenaar        | HGC Wassenaar                   | Niederlande                |
| 1983 | Den Haag         | HGC Wassenaar                   | Niederlande                |
| 1982 | Alba             | Amsterdamsche H&BC              | Niederlande                |
| 1981 | Uccle            | Amsterdamsche H&BC              | Niederlande                |
| 1980 | Barcelona        | Amsterdamsche H&BC              | Niederlande                |
| 1979 | Den Haag         | Amsterdamsche H&BC              | Niederlande                |
| 1978 | Barcelona        | Amsterdamsche H&BC              | Niederlande                |
| 1977 | Wien             | Amsterdamsche H&BC              | Niederlande                |
| 1976 | Amsterdam        | Amsterdamsche H&BC              | Niederlande                |
| 1975 | Brüssel          | Amsterdamsche H&BC              | Niederlande                |
| 1974 | Hamburg          | Harvestehuder THC               | Deutschland Bundesrepublik |

## 34. EuroHockey Club Champions Cup 2007
Turnier fand vom 25.–28. Mai in Baku statt. Titelverteidiger HC ’s-Hertogenbosch konnte zum 8.Mal den Pokal gewinnen.

Freitag, 25. Mai 2007
- 10.00 Gruppe B Leicester LHC – Volga Telecom 3-0 (0-0)
- 12.00 Gruppe B Berliner HC – Ritm Grodno 2-2 (0-0)
- 14.00 Gruppe A HC ‘s-Hertogenbosch – Kolos Borispol 5-0 (0-0)
- 17.30 Gruppe A Atasport – Bonagrass Grove 5-3 (2-2)

Samstag, 26. Mai 2007
- 11.00 Gruppe B Leicester LHC – Ritm Grodno 2-0 (0-0)
- 13.00 Gruppe B Berliner HC – Volga Telecom 4-2 (0-0)
- 15.30 Gruppe A HC ‘s-Hertogenbosch – Bonagrass Grove 6-0 (0-0)
- 17.30 Gruppe A Atasport – Kolos Borispol 7-0 (0-0)

Sonntag, 27. Mai 2007
- 11.00 Gruppe B Leicester LHC – Berliner HC 2-0 (0-0)
- 13.00 Gruppe B Ritm Grodno – Volga Telecom 1-2 (0-0)
- 15.30 Gruppe A Bonagrass Grove – Kolos Borispol 1-1 (0-0)
- 17.30 Gruppe A HC ‘s-Hertogenbosch – Atasport 5-0 (3-0)

Gruppe A:
- 1. HC ‘s-Hertogenbosch (9pts)
- 2. Atasport (6pts)
- 3. Bonagrass Grove (1pt)
- 4. Kolos Borispol (1pt)

Gruppe B:
- 1. Leicester LHC (9pts),
- 2. Berliner HC (4pts),
- 3. Volga Telecom (3pts),
- 4. Ritm Grodno (1pt)

Montag, 28. Mai 2007
- 09.00 4.A – 3.B Kolos Borispol – Volga Telecom 0-6 (0-0)
- 11.15 3.A – 4.B Bonagrass Grove – Ritm Grodno 1-3 (0-0)
- 13.30 2.A – 2.B Atasport – Berliner HC 2-4aps 2-2 (2-1)
- 16.00 1.A – 1.B HC ‘s-Hertogenbosch – Leicester LHC 2-1 (0-0)

Endstand:
- 1.  HC ‘s-Hertogenbosch (NED) – European Club Champions
- 2.  Leicester LHC (ENG)
- 3.  Berliner HC (GER)
- 4.  Atasport HC (AZE)
- 5.  Volga Telecom (RUS)
- 5.  Ritm Grodno (BLR)
- 7.  Bonagrass Grove (SCO)
- 7.  Kolos Borispol (UKR)

## 33. EuroHockey Club Champions Cup 2006
Turnier fand vom 2. bis zum 5. Juni in Berlin statt. Titelverteidiger HC ’s-Hertogenbosch konnte zum 7.Mal den Pokal gewinnen.
Teilnehmer: HC ‘s – Hertogenbosch (NED),
Berliner HC (GER),
CD Terrassa Hockey (ESP),
Pegasus HC (IRL) Ata Sport HC (AZE),
Canterbury Ladies (ENG),
Bonagrass Grove Ladies(SCO),
Ritm Grodno (BLR)
Freitag, 2. Juni 2006
- Gruppe B Ata Sport – Ritm Grodno 2-1 (1-0)
- Gruppe B Canterbury – Bonagrass Grove 2-1 (1-1)
- Gruppe A ’s-Hertogenbosch – Pegasus 6-0 (2-0)
- Gruppe A Berliner HC – CD Terrassa 2-1 (1-1)

Samstag, 3. Juni 2006
- Gruppe B Ata Sport – Bonagrass Grove 2-0 (1-0)
- Gruppe B Canterbury – Ritm Grodno 3-0 (1-0)
- Gruppe A Berliner HC – Pegasus 1-0 (1-0)
- Gruppe A ’s-Hertogenbosch – CD Terrassa 5-1 (2-1)

Sonntag, 4. Juni 2006
- Gruppe B Bonagrass Grove – Ritm Grodno 1-1 (1-1)
- Gruppe B Ata Sport – Canterbury 0-3 (0-1)
- Gruppe A CD Terrassa – Pegasus 3-3 (2-1)
- Gruppe A ’s-Hertogenbosch – Berliner HC 3-1 (0-0)

Gruppe A
- 1. ’s-Hertogenbosch (9pts)
- 2. Berliner HC (6pts)
- 3. CD Terrassa (3pts)
- 4. Pegasus (0pts)

Gruppe B
- 1. Canterbury (9pts)
- 2. Ata Sport (6pts)
- 3. Bonagrass Grove (1pt)
- 4. Ritm Grodno (1pt)

Montag, 5. Juni 2006
- 4.A – 3.B Pegasus – Bonagrass Grove 4-5aps 2-2 (0-0)
- 3.A – 4.B CD Terrassa – Ritm Grodno 5-6aps 2-2 (1-2)
- 2.A – 2.B Berliner – Ata Sport 6-4aps 3-3 (2-2)
- 1.A – 1.B ’s-Hertogenbosch – Canterbury 4-0 (2-0)

Endstand:
- 1.  HC ’s-Hertogenbosch (NED) – European Club Champion
- 2.  Canterbury (ENG)
- 3.  Berliner HC (GER)
- 4.  Atasport HC (AZE)
- 5.  Bonagrass Grove (SCO)
- 5.  Ritm Grodno (BLR)
- 7.  CD Terrassa (ESP)
- 7.  Pegasus (IRL)

## Weblink
- https://eurohockey.org/